# Jean de Dieu Kamuhanda
Jean de Dieu Kamuhanda (ur. 3 marca 1953) – rwandyjski polityk.
Kamuhanda urodził się w Gikomero w Rwandzie. 25 maja 1994 został mianowany na stanowisko ministra szkolnictwa wyższego, nauki i kultury. W czasie ludobójstwa w Rwandzie wygłosił przemówienie w Gikomero, a na koniec przemówienia podał ludziom broń palną, granaty i maczety do zabijania ludzi Tutsi. Pod koniec lipca uciekł do Francji. Na wniosek prokuratora został aresztowany przez francuskich urzędników w Bourges 26 listopada 1999 roku, a 7 marca 2000 roku wysłano go do więzienia w Arushy w Tanzanii. Międzynarodowy Trybunał w Rwandzie uznał go za winnego zbrodni przeciwko ludzkości. Został skazany na dożywocie.